# بيل برايسون سينيور
بيل برايسون سينيور (بالإنجليزية: Bill Bryson, Sr.)‏ هو صحفي أمريكي، ولد في 3 مارس 1915، وتوفي في 1986.